# Région de l'Adamaoua
Pour les articles homonymes, voir Adamaoua.
La région de l'Adamaoua est une des dix régions du Cameroun, la troisième par sa taille. Frontalière du Nigéria à l'ouest et de la République centrafricaine à l'est, c'est une zone montagneuse qui délimite le Cameroun forestier du sud et les savanes du nord. Son chef-lieu est Ngaoundéré.
Administrativement, la région a été créée en tant que province en 1983, en divisant l'ancienne province du nord (qui regroupait aussi les territoires des actuelles régions du nord et extrême-nord).

## Géographie physique

### Situation
La région est située au centre-nord du pays, elle est limitrophe de deux préfectures de la République centrafricaine et de deux États du Nigéria.
| Adamawa           | Nord (Cameroun) | Ouham-Pendé  |
| Taraba            | Adamaoua        | Nana-Mambéré |
| Nord-Ouest, Ouest | Centre          | Est          |

### Géologie

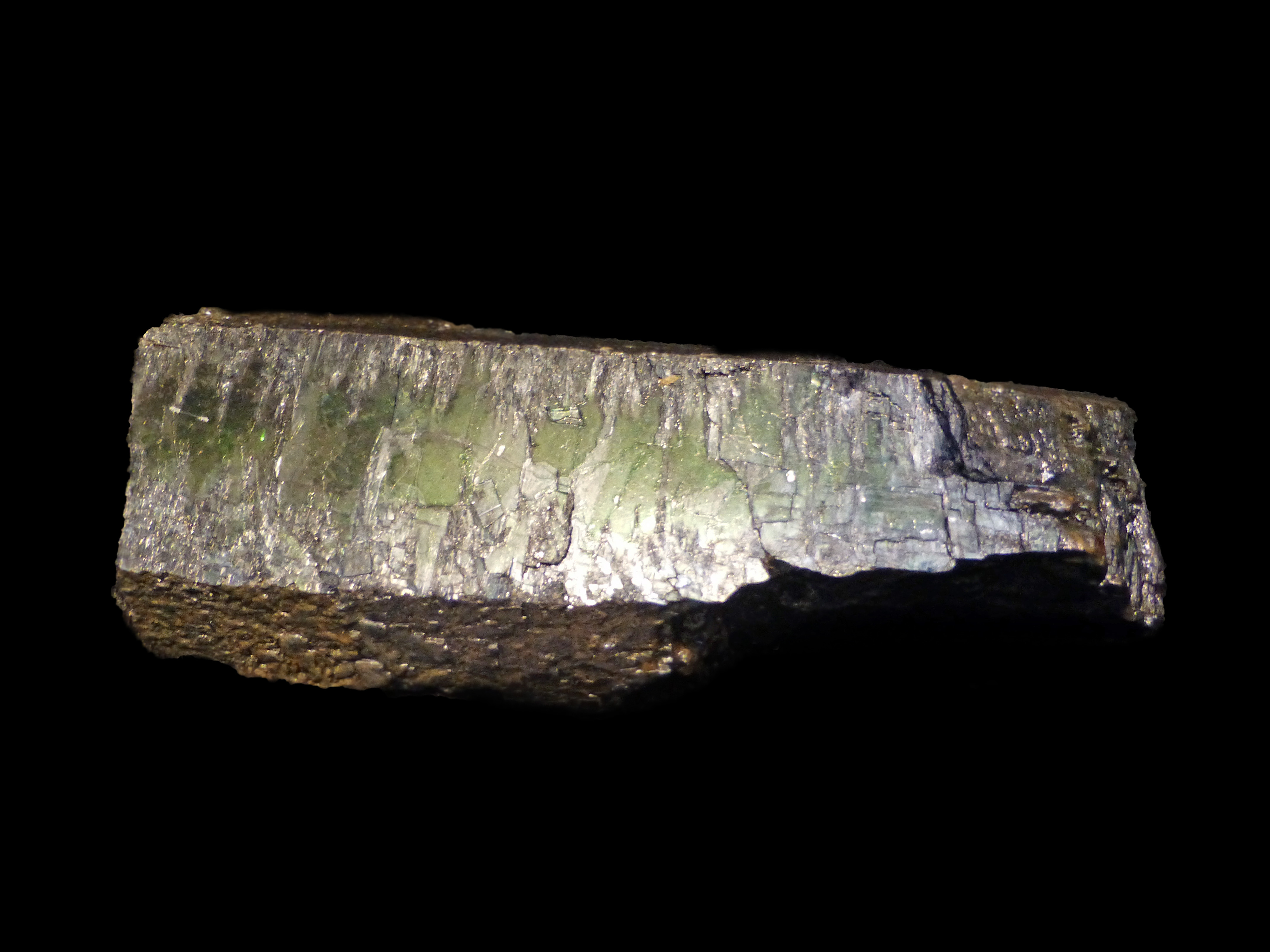
Vivianite d'Anloua.

L'Adamaoua est l'une des régions plus diverses géologiquement du Cameroun. Les montagnes de Gotel et de Mambila à la frontière avec le Nigéria se composent en grande partie de granit, et donc de roches cristallines et métamorphiques telle que le mica, les schistes, et le gneiss. Celles-ci sont souvent recouvertes de basalte volcanique, une combinaison qui domine jusqu'au fleuve de Faro. À l'est de la région, les granits continuent de régner avec les formes sédimentaires de roche de la vallée du fleuve Mbéré, et une zone de roche métamorphique entoure ceci. Le fleuve Lom coule également dans une région de roche métamorphique. La roche volcanique est présente du nord-ouest jusqu'à l'est des montagnes de Gotel et au nord-est de Ngaoundéré, la capitale régionale, le long de la frontière avec la région du Nord.
Des sols se composent la plupart du temps de latérite rouge ou brunâtre, résultat de l'érosion des montagnes due aux alternances de saisons sèches et humides.
Le nord-ouest de la région a le sol riche en fer, et plusieurs montagnes de la région, y compris les monts Gotel et Mambila, contiennent un mélange de plusieurs types de sol.
Les minerais que l'on trouve dans la région sont l'or, le saphir. Nous avons également la bauxite et des indices de diamant et d'étain.

### Hydrographie
L'Adamaoua est parfois appelé le « château d'eau » du Cameroun, puisqu'un grand nombre de fleuves du pays prennent source dans cette région. Ces derniers connaissent des crues de mai à septembre pendant la saison des pluies. Les fleuves de la province se jettent dans trois bassins différents : le fleuve Niger, le lac Tchad, et l'océan Atlantique.
Les cours d'eau de l'Adamaoua :
- le Mayo Deo ;
- le Mbéré et la Vina, affluents du Logone ;
- le Mbam ;
- la Kim ;
- le Djérem, affluent de la Sanaga ;
- le Lom.

Une longue histoire volcanique a laissé derrière elle nombre de lacs de cratères dans la région. Les plus connus le lac Tison et le lac Mbalang près de Ngaoundéré.

### Relief

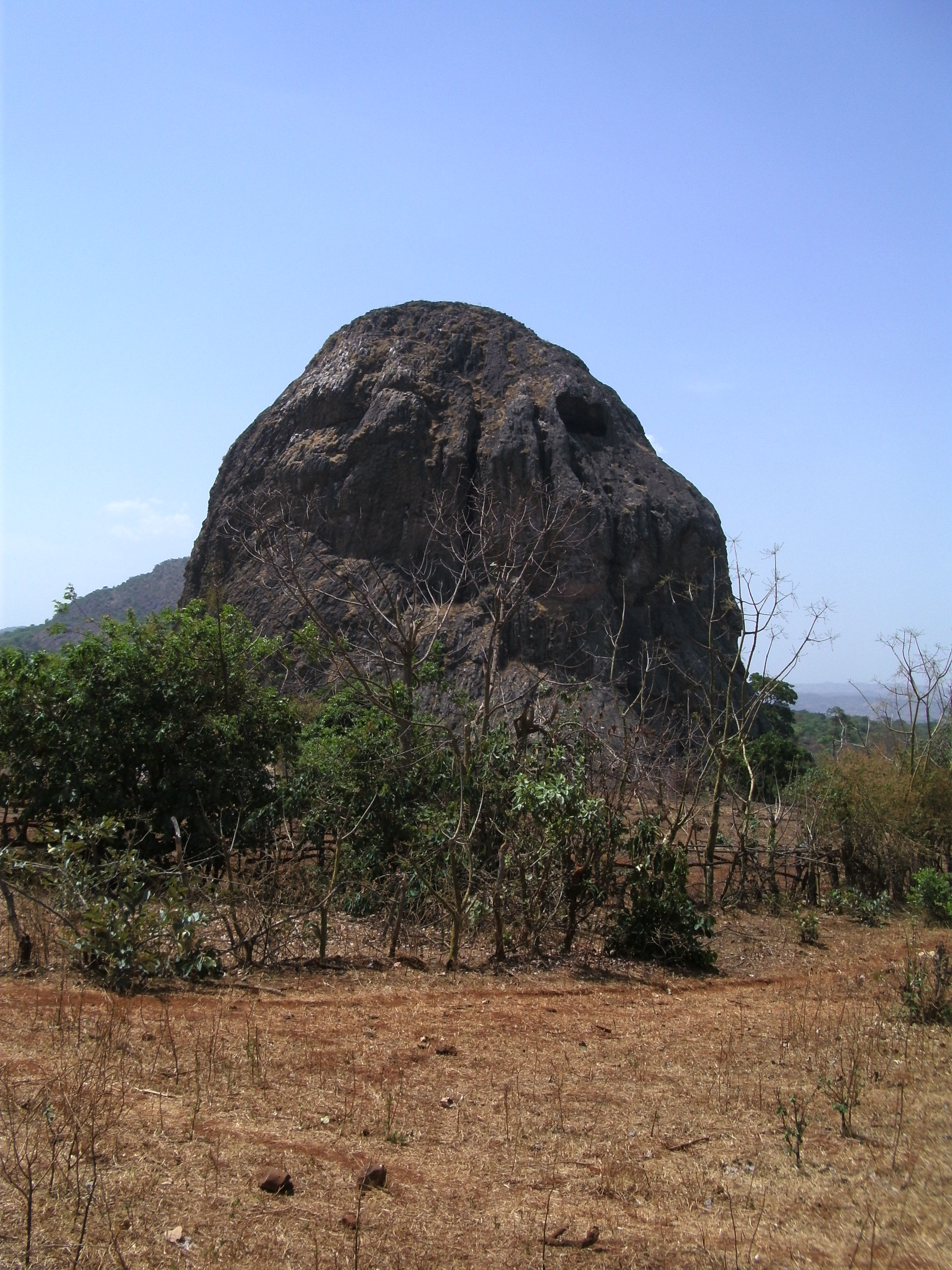
Mont Damougaré.

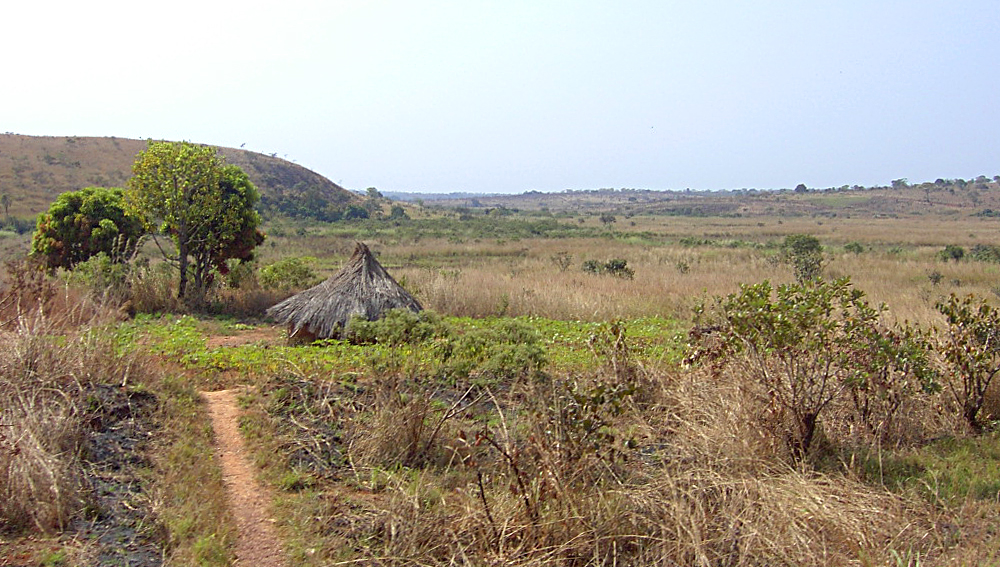
Collines et savane près de Ngaoundal.

De puissantes forces géothermiques ont façonné l'Adamaoua. La région commence au sud en tant qu'élément du plateau du sud du Cameroun. La terre se lève doucement et inégalement jusqu'à environ 6 degrés nord de latitude. À cette latitude commence le plateau d'Adamaoua qui se situe entre 1 000 m à 2 000 m d'altitude (environ de 1 100 m en moyenne) et qui s'étend du Nigeria à la République centrafricaine.
L'altitude plonge à 500 m dans les vallées du Djérem et du Mbéré et au nord de Ngaoundéré. Le plateau continue jusqu'à environ 8 degrés nord puis jusqu'à la dépression de la Benué et se termine en falaises brusques et volcans actifs (bien que cette zone transitoire soit pour la plupart dans la région du nord).
Les monts Gotels sont au nord des monts Mabila le long de la frontière avec le Nigéria. Toutes ces montagnes font partie de l'arête du Cameroun. Le Tchabal Mbabo, dans les monts Gotel, est le sommet le plus élevé, à 3 400 m.

### Climat
L'altitude élevée de la région donne un climat relativement frais compris entre 22 et 25 degrés. Dans le sud de la région, c'est un climat équatorial de type guinéen avec quatre saisons : une longue saison sèche de décembre à mai, une petite saison humide de mai à juin, une petite saison sèche de juillet à octobre, et longue saison des pluies d'octobre à novembre.
Sur les plateaux de l'Adamaoua, le climat est de type tropical soudanien. Il y a seulement deux saisons : la période sèche va de novembre à avril puis vient la saison humide. Les précipitations moyennes annuelles sont de 900 mm à 1 500 mm et diminuent davantage au nord.
Le troisième type de climat au sud-ouest de l'Adamaoua (département du Mayo-Banyo) est un climat équatorial de type camerounais. Les précipitations vont de 1 500 mm à 2 000 mm par an avec une longue saison sèche suivie d'une longue saison des pluies.

### Faune et flore

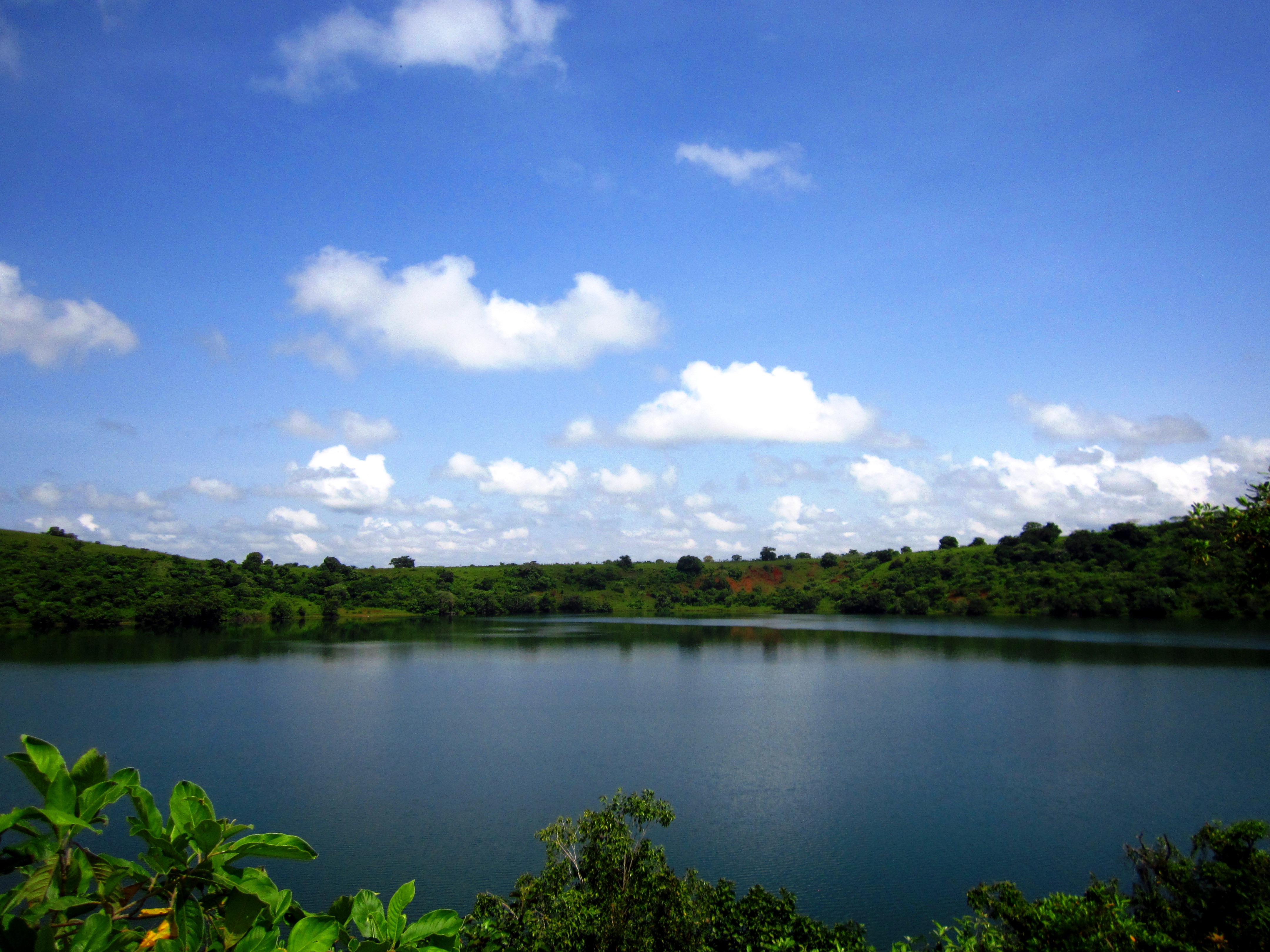
Lac de cratère de Mballang près de Ngaoundéré.

La végétation de l'Adamaoua a été considérablement éprouvée par l'homme. L'Adamaoua était par le passé couvert de forêts, mais la pratique des brûlis répétés et l'élevage des zébus piétinant le sol ont changé le terrain. Dans le sud, c'est la savane guinéenne, une zone transitoire entre le sud forestier du Cameroun et le nord désertique. Sur le plateau lui-même, il y a de la savane, bien qu'elle soit moins boisée. La couverture d'herbe est consistante et épaisse, et la végétation originale survit toujours dans les vallées fluviales.
L'Adamaoua compte deux réserves nationales : le parc national du Mbam et Djerem (4 165 km2 à cheval sur les régions de l'Adamaoua et de l'Est) et le parc national de Bouba Ndjida (à cheval sur les régions de l'Adamaoua et du Nord).

## Histoire

### Le Fombina

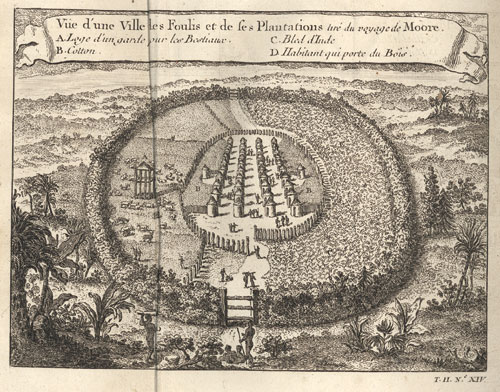
Plantation peul au XVIIIe siècle, modèle du développement de l'Adamaoua utilisé au XIXe siècle par Modibbo Adama et ses sujets.

La région a reçu son nom au XIXe siècle de son conquérant peul, le lamido Modibbo Adama qui avait sa capitale à Yola, de l'autre côté de la frontière nigériane.
Elle était auparavant désignée au Bornou, en incluant l'actuelle Région du Nord, comme une partie du Fombina, encore appelé Mabina par Maqrizi narrant une expédition conduite par les Mamelouks en 1272 contre le Kanem[réf. nécessaire]. Fombina ou Fumbina est un terme qui était également utilisé dans le califat de Sokoto par les Haoussas pour désigner les territoires de pâturage situés au sud-est de l'empire, assez vaguement pour inclure la savane de l'actuelle Centrafrique. Son étymologie, inconnue, est semble-t-il non pas fulfulde mais pourrait venir des Mben, les premiers habitants de Foumban. Son emploi pour désigner l'émirat d'Adamawa est une invention commode d'historien contemporain.

L'explorateur Heinrich Barth, parti du Bornou le 29 mars 1851 et arrivé en août, vante ses pâturages fertiles et sa faune nombreuse : 

« Le Fombina, que les Foullanes appellent Adamaoua, en l'honneur d'Adama, père du gouverneur actuel, s'étend du sud-ouest au nord-est, sur un espace d'environ deux cents milles sur quatre-vingts. C'est assurément l'une des plus belles provinces de la Nigritie: rivières nombreuses, vallées fécondes, montagnes peu élevées, gras pâturages, végétation luxuriante, papayer, sterculier, pandanus, baobab, hyphéné, bombax, élaïs et bananiers; beaucoup d'éléphants gris, noirs et jaunes; le rhinocéros dans la partie orientale, le lamantin dans le Bénoué, le bœuf sauvage très-commun dans la région de l'est; et parmi les animaux domestiques fort nombreux, une variété indigène de bêtes bovines, petite espèce d'un mètre de haut, et de couleur grise, totalement différente de celle que les Foullanes ont introduite dans le pays. »

### La conquête d'Adama

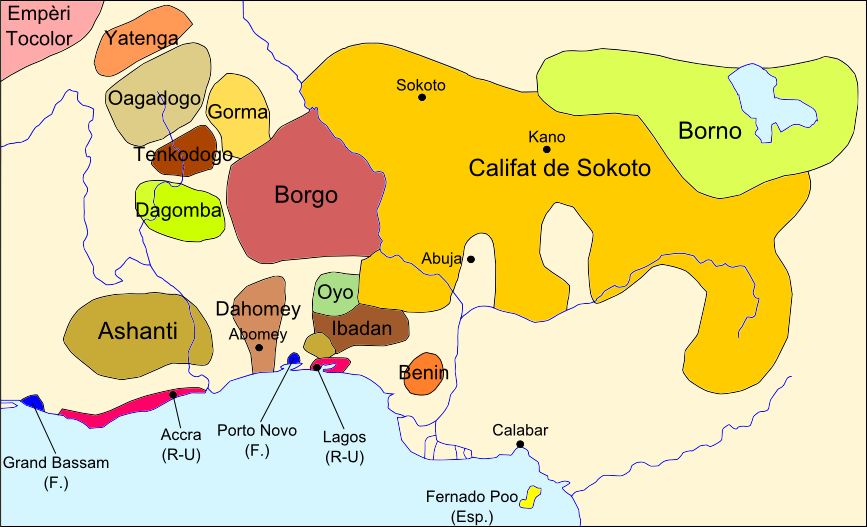
En jaune, l'empire peul d'Ousmane dan Fodio à la fin du XIXe siècle. L'Adamawa en est la partie orientale sur le cours supérieur du Bénoué.

L'islam est introduit en 1715 à la cour de Dulo, vassale du Bornou. Moins d'un siècle plus tard, sa supposée corruption est le prétexte d'une intervention militaire Haoussa dans l'ensemble du Fombina à l'occasion de conflits entre pasteurs peuls, présents depuis le XIVe siècle, et paysans locaux. En 1803, un chef peul, Hassana, est tué au cours d'une bataille contre les Bata, dans la haute vallée du Bénoué. Trois ans plus tard, une délégation de la famille et des alliés du défunt est reçue, vraisemblablement à Gando à mille kilomètres de là (ouest de l'actuel Nigéria), par le peul Ousman dan Fodio, calife autoproclamé de Sokoto parvenu à la tête de l'État deux ans plus tôt à la suite d'une victoire militaire remportée à Tabkin Kwato.
À la suite de cette entrevue, le rigoriste Ousman dan Fodio nomme émir de Yola le fils d'Hassana, Modibbo Adama, qui passe pour être un de ses anciens élèves. Celui-ci reçoit son mandat libellé en ces termes : « Je t’ordonne de leur annoncer que c’est à toi que j’ai remis ce drapeau du djihad, que quiconque t’obéit sache que c’est à moi qu’il obéit. Tu iras vers tes chefs peuls et tu parviendras à un accord avec eux. Ils ont tous été chefs sous des gouvernements d’infidèles. Nous voulons à présent qu’ils répandent la religion de Dieu. Tu leur assigneras des districts, à chacun selon son rang. Ils devront continuer la guerre sainte pour la gloire de Dieu. »

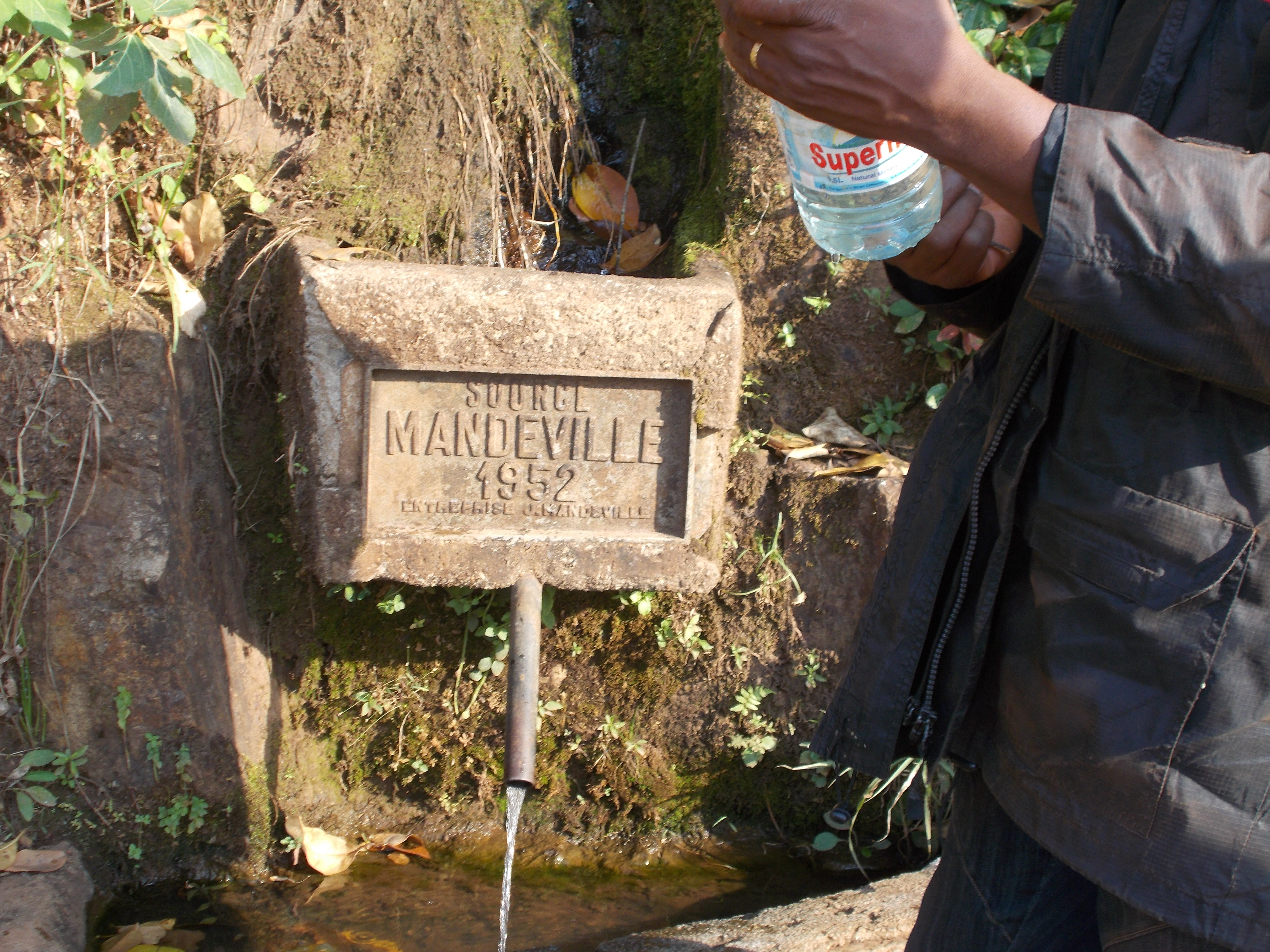
Source Mandeville Adamaoua.

Partis de Gurin, dans le Faro, Adama et son beau-fils Djaouro Dembo conquièrent Pema, Tepa et Turuwa en territoire Bata, dans l'actuelle Région du Nord, et obtiennent de nombreux ralliements, dont ceux de Njobdi, chef des Wollarbe, peuls transhumants, et le rival de celui-ci, Hammam Sambo. En dépit des dissensions entre ces derniers, une seconde campagne est dirigée en 1809 au nord contre le Mandara. Guider est occupée, Dulo assiégée et le roi Bukar Djiama doit faire allégeance. Réfugié à Mora au Bornou, celui-ci profite toutefois de l'incapacité de ses vainqueurs à mettre en place une administration et réussit à reprendre sa capitale.

### La colonisation peule

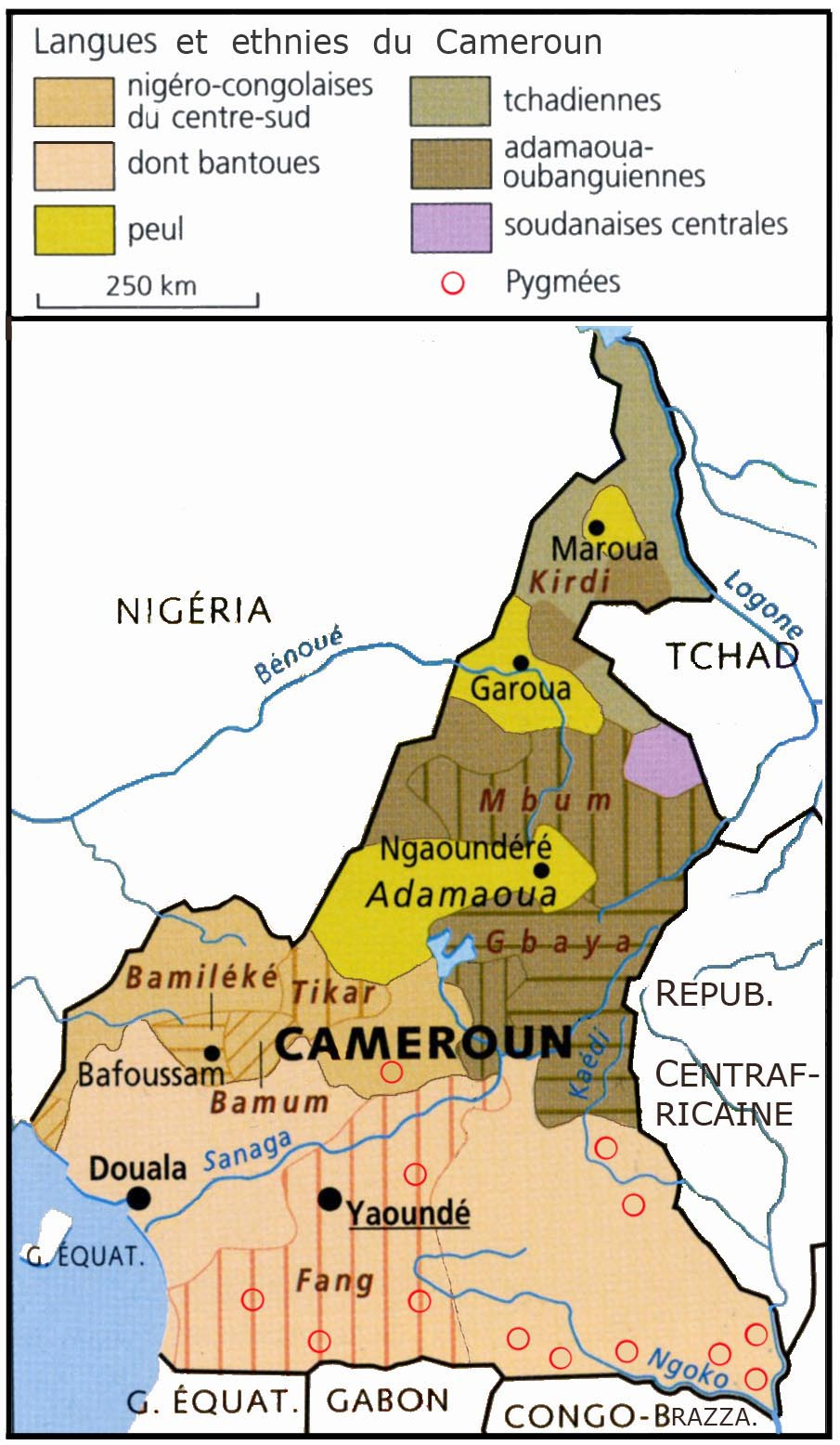
Schéma ethnographique du Cameroun. En jaune, les zones de peuplement peul investies à partir de 1825 sous l'impulsion d'Adama et son suzerain Mohammed Bello, auxquelles il faut ajouter du côté nigérian la rive gauche du Bénoué autour et en aval de Yola.

Au cours des années 1810 sont fondées à Maroua, à Garoua, respectivement dans les actuelles régions Extrême-Nord et Nord, et à Ngaoundéré des lamidats, qui sont comme des commanderies. À Ngaoundéré, pour alimenter les caisses de l'État qu'administre dans les faits le frère d'Ousmane dan Fodio, Abdullahi dan Fodio, l'émir Zodi se voit imposer par Adama un tribut annuel de cinq mille esclaves que complète un important trafic d'ivoire. Par villages, la population émigre jusque dans les forêts de Centrafrique et du Gabon, provoquant un mouvement de défrichage qui se prolonge pendant plus d'un siècle.
À partir de 1825, sous le règne du fils et successeur d'Ousman dan Fodio, le sultan Mohammed Bello, la conquête fait place à une immigration de peuplement. Celle-ci se fait dans les régions environnant ces trois centres, principalement dans la haute vallée du Bénoué, autour de Garoua. La colonisation se concrétise par la création dans ces zones de plantations (rumde).
Animés par des colons haoussas fulfuldophones, elles fonctionnent grâce à l'esclavage et deviennent des centres économiques producteurs de maïs, sorgho, riz, pommes de terre, ignames, haricots, millet, arachide, oignons. Entourées de villages de cases réservés aux esclaves bien plus populeux que le rumde lui-même, elles abritent chacune une communauté de forgerons et d'artisans potiers ou tisserands. Ces artisans produisent houes en fer et pièces de tissus qui servent, à côté de rares pièces d'or ou d'argent, de monnaies lors des trocs. La valeur d'un esclave est rapportée à sa taille mesurée par la hauteur d'une pile de tissus, douze à vingt pièces, et modulée, selon l'âge, le sexe, la vigueur apparente, par quelques vaches, des chèvres, du sel... Comme au Bornou, au Baguirmi, au Ouaddaï, au Darfour, et dans tout le Soudan, les paiements eux-mêmes se font en esclaves.
Cette immigration est financée par la razzia, dont la dispendieuse charge revient à une aristocratie constituée par les familles peuls propriétaires de chevaux et que les autochtones, qui disposent rarement de fusils, tempèrent en payant tribut. À l'exportation vers le marché aux esclaves de Sokoto répond des déplacements de populations vers des zones montagneuses ou forestières où s'organise parfois la résistance, comme celle du royaume Mandara ou celle des Kirdi. Les Mboum et les Vouté signent des accords de protectorat. Chez ces derniers, Tibati devient la capitale d'un quatrième lamidat et un centre d'acculturation.
Outre les obstacles du relief et des armes, le projet de colonisation se heurte à l'ampleur du territoire et à la masse de la population à contrôler (un million et demi d'habitants pour 264 000 kilomètres carrés) ainsi qu'à la mouche tsé-tsé. Le projet d'assimilation par l'islam, malgré les efforts des lamido pour adapter la charia au droit coutumier, une politique de redistribution des richesses, la tolérance pour les esclaves émancipés et le métissage, finit au milieu du XIXe siècle par laisser les trois quarts de la population dans le camp « animiste » des « infidèles », ceux-ci balançant entre sujétion, révolte et collaboration au trafic d'esclaves.
En 1848, Modibbo Adama meurt et son fils Lawalu ben Adama lui succède.
En 1883, les mercenaires peul du lamido de Banyo, Oumarou, interviennent loin au sud dans le royaume Bamoun pour restaurer le jeune roi Njoya.

### La conquête allemande

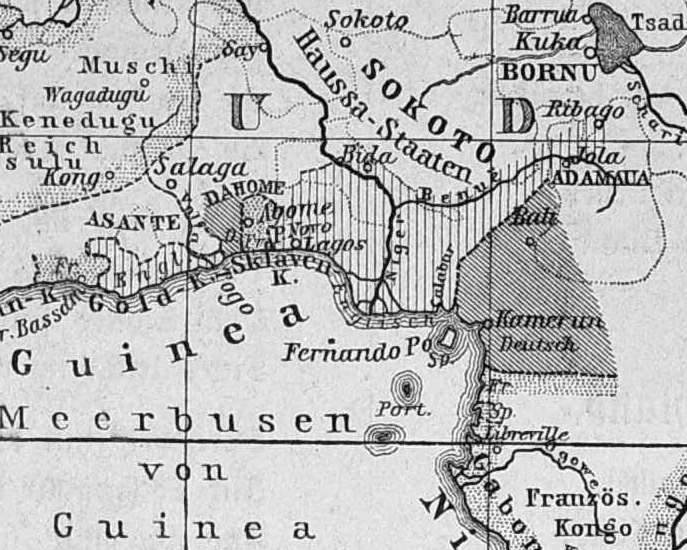
Frontières de l'Adamawa en 1890 avec sa capitale Jola au nord est du Kamerun et au sud du Bornou.

En février 1885, la conférence de Berlin donne la plus grande partie de l'Adamaoua, celle qui est située à l'est de Yola, à l'Empire allemand, présent à Douala depuis 1884. Le corps expéditionnaire allemand est alors engagé dans une succession de campagnes de « pacification » menées dans l'arrière-pays côtier et l'occupation de l'Adamaoua reste à l'état de plan. À la fin janvier 1888, l'expédition Tappenbeck-Kund est refoulée sur le haut Sanaga par les Voute. La frontière sud de l'émirat est atteinte une première fois à la fin 1889 par Curt von Morgen, qui découvre le Mbam. Six mois plus tard, le lieutenant explorateur revient fonder une station près de la capitale des Voute, atteint Tibati et traverse l'émirat par le Bénoué.
C'est durant cette même année 1890 que Djubayru ben Adama, un des fils de feu Modibbo Adama, succède à son frère, l'émir Umaru Sanda, lui-même ayant succédé à son aîné Lawalu en 1872. Intéressé par la Compagnie royale du Niger qui lui confie le poste de Garoua, il y conduit au début de septembre 1893 deux assauts contre l'expédition du lieutenant de vaisseau français Antoine Mizon remontant le Niger et le Bénoué sur deux canonnières à la recherche d'un passage vers le Congo par la haute Sangha, pendant que les diplomates anglais, préfigurant la crise de Fachoda, formulent leurs protestations officielles contre cette violation du traité de Berlin.
La conquête allemande ne commence effectivement qu'au début de 1899 quand, dans l'objectif de joindre à terme le lac Tchad, le commandant Oltwig von Kamptz occupe Ndoumba, capitale des Vouté, puis le lamidat de Tibati. Deux ans plus tard, le 2 septembre 1901, la West African Frontier Force anglaise chasse Djubayru de sa capitale, Yola. Celui-ci se réfugie à Garoua, dont il est chassé à nouveau par les askari du capitaine Rudolf Cramer von Clausbruch, chef du poste de Yoko, parvenu dès le 28 août à Ngaoundéré malgré les protestations du gouverneur du Kamerun, Jesko von Puttkamer. L'ordre de mission est en effet d'établir un traité de paix avec Djubayru et non de lui faire la guerre. Le 21 janvier de l'année suivante, le lieutenant Hans Dominik, missionné par Clausbruch, inflige à Djubayru la défaite de Miskin, où plus d'un demi millier de cavaliers peuls sont mitraillés. Livrant Maroua à son vainqueur, l'émir doit fuir dans les monts Mandara, où il est massacré par les Wandala. À Yola, son frère Bobbo Ahmadou lui succède symboliquement à la tête d'un Adamaoua réduit à sa portion anglaise.

### Cameroun indépendant
Jusqu'en 1983, la région faisait partie de la province du Nord. Le 22 août 1983, le nombre de provinces passe à 10 à la suite de la division en trois de celle du Nord (province du Nord, province de l'Extrême-Nord et province de l'Adamaoua), et en deux de celle du Centre-Sud (province du Centre et la province du Sud).

## Sites touristiques
La région de l'Adamaoua a un fort potentiel touristique. Le Ministère du Tourisme et des Loisirs recense un peu plus de soixante-dix sites d'intérêt touristique.

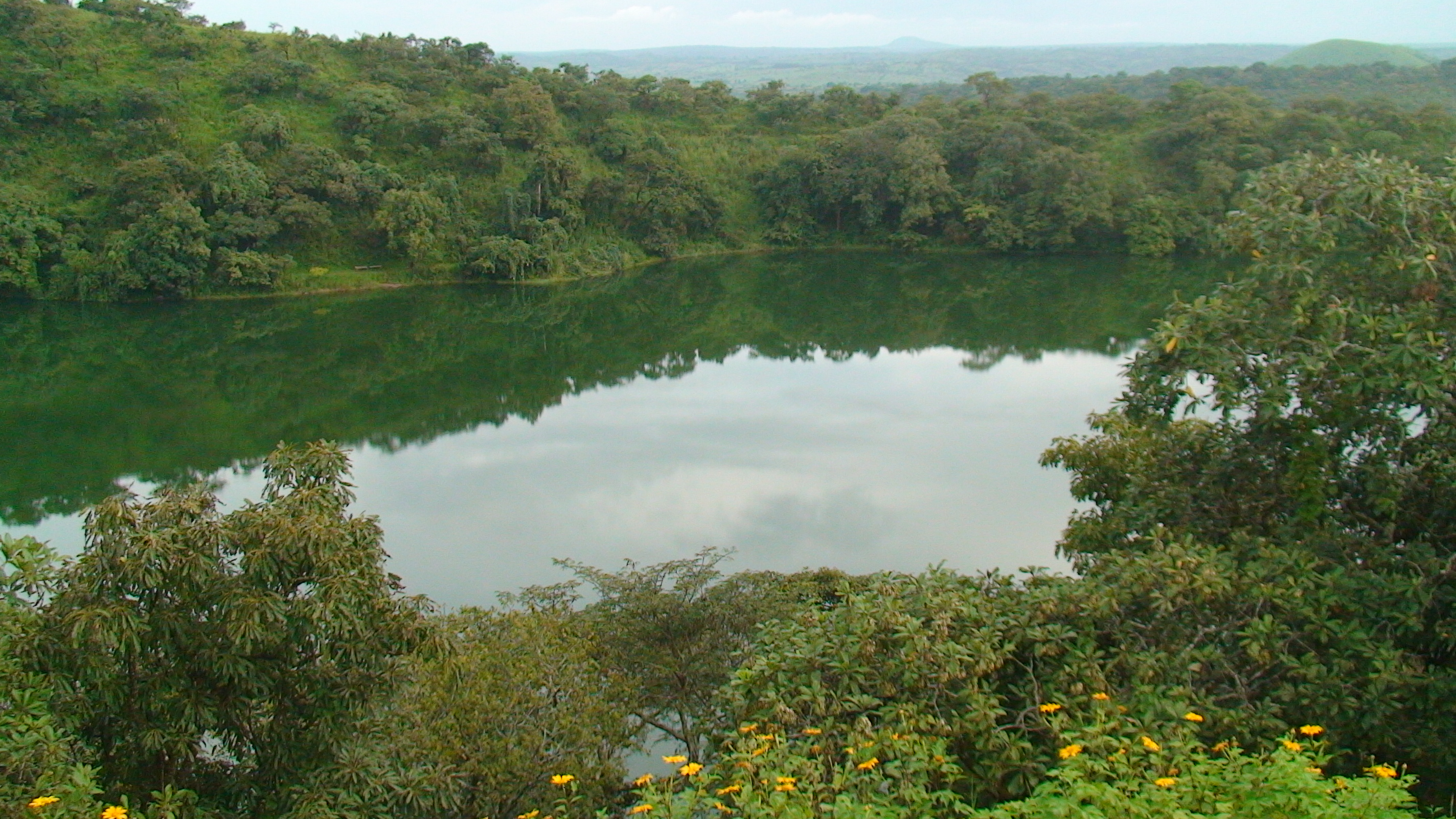
Lac Tyson, Ngaoundéré - Cameroun.
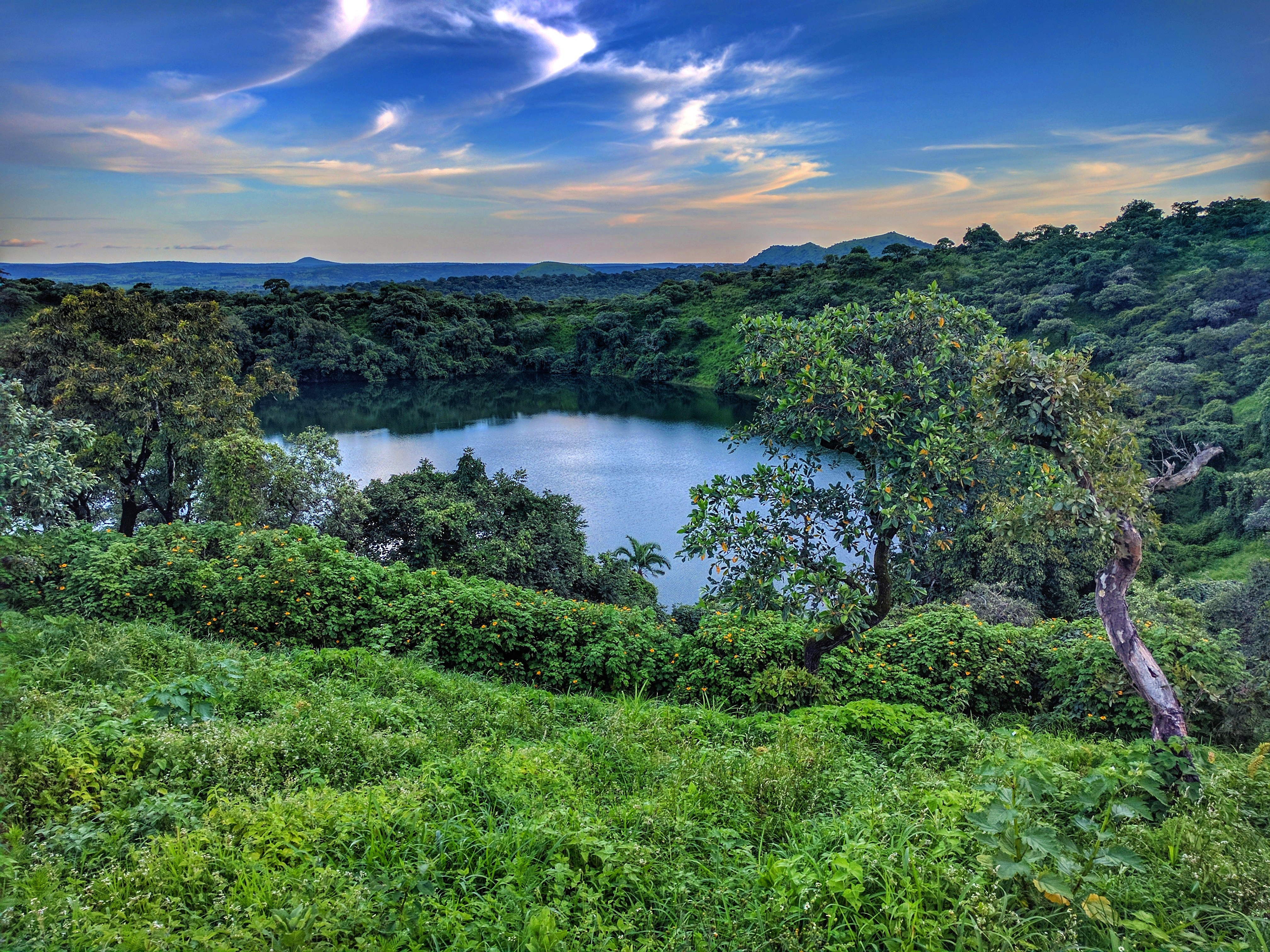
Lake Tizon, Ngaoundére.
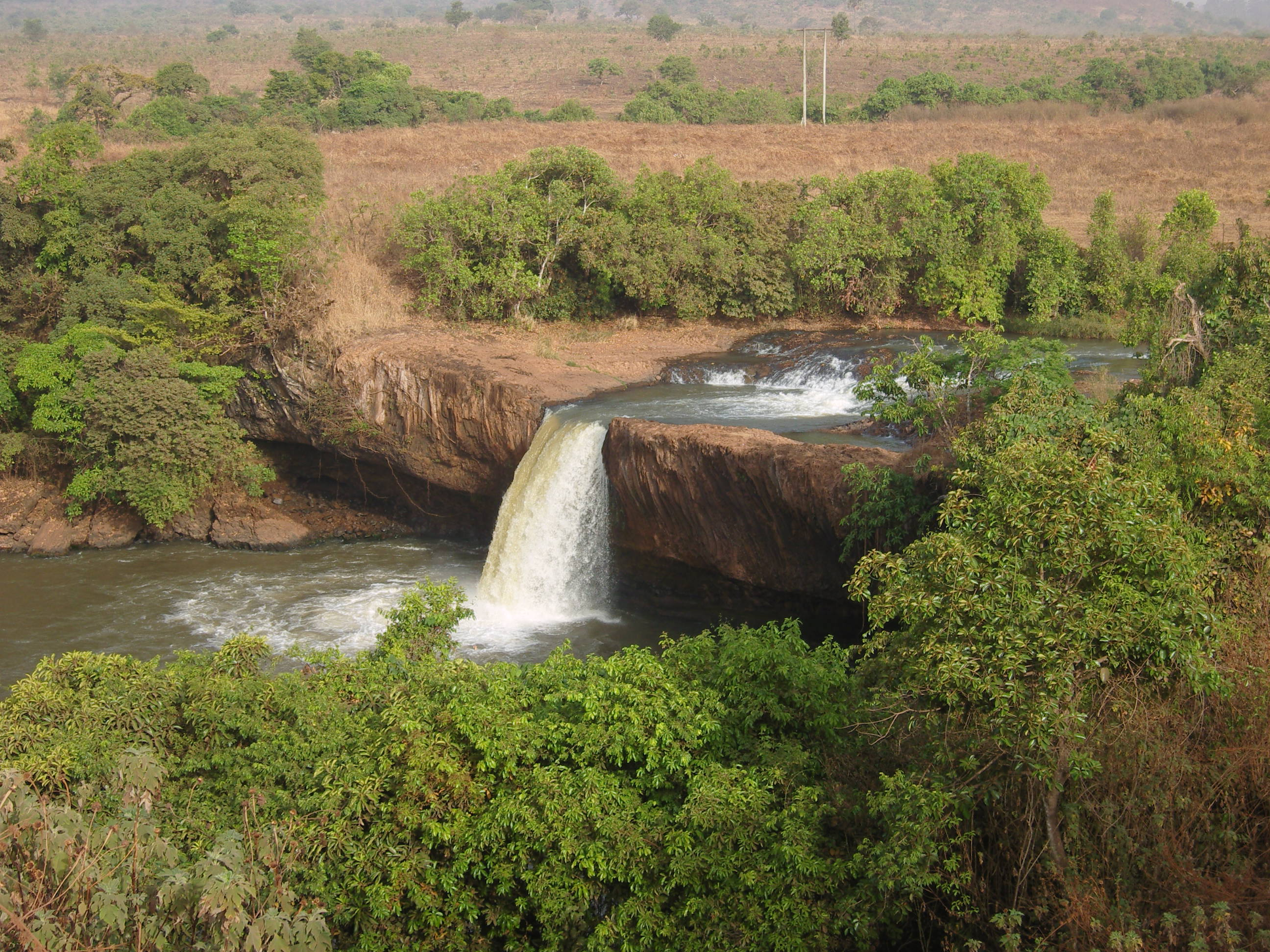
Fleuve Vina, Ngaoundéré.
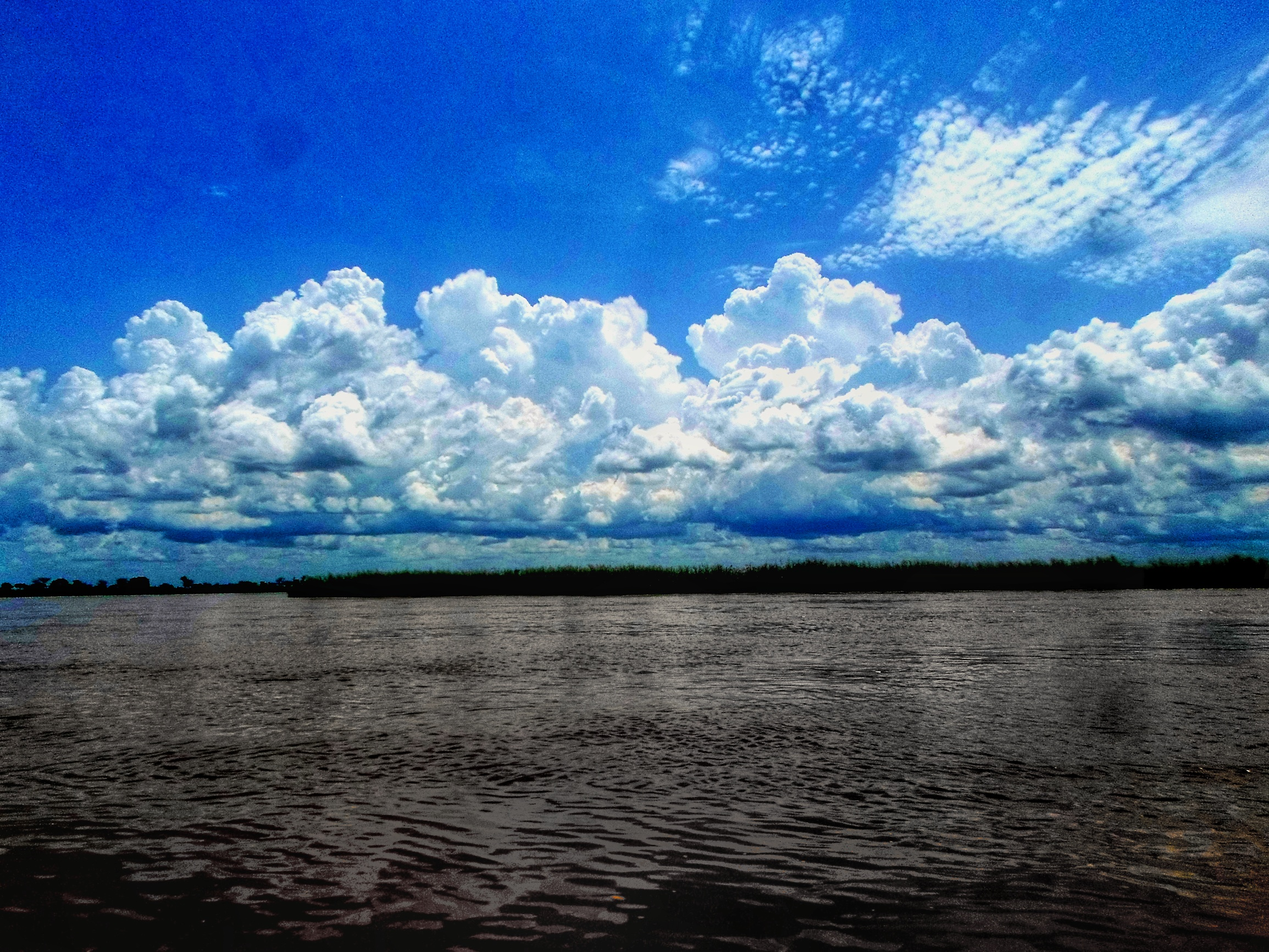
Fleuve Logone entre le Cameroun et le Tchad.
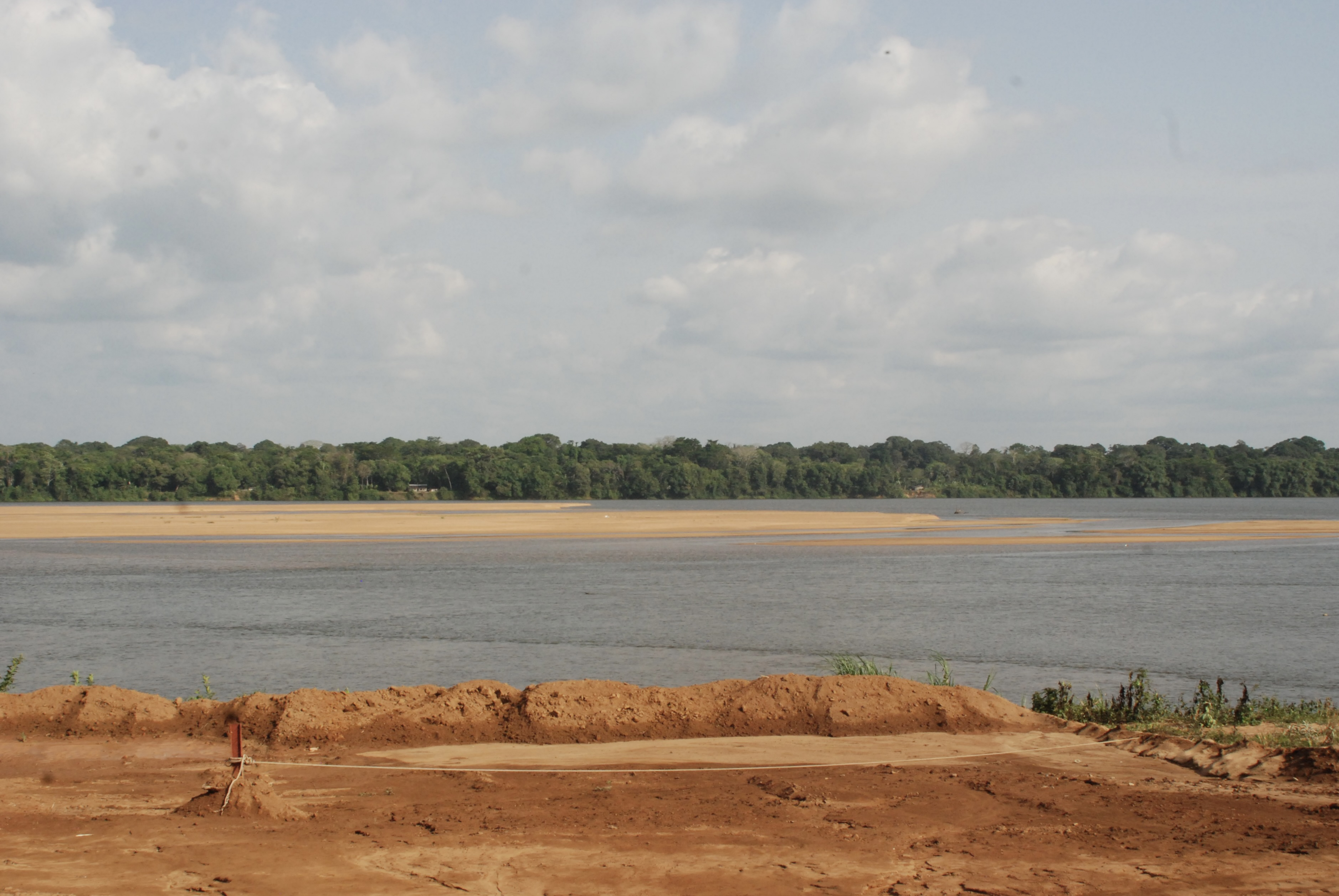
Fleuve Sanaga.
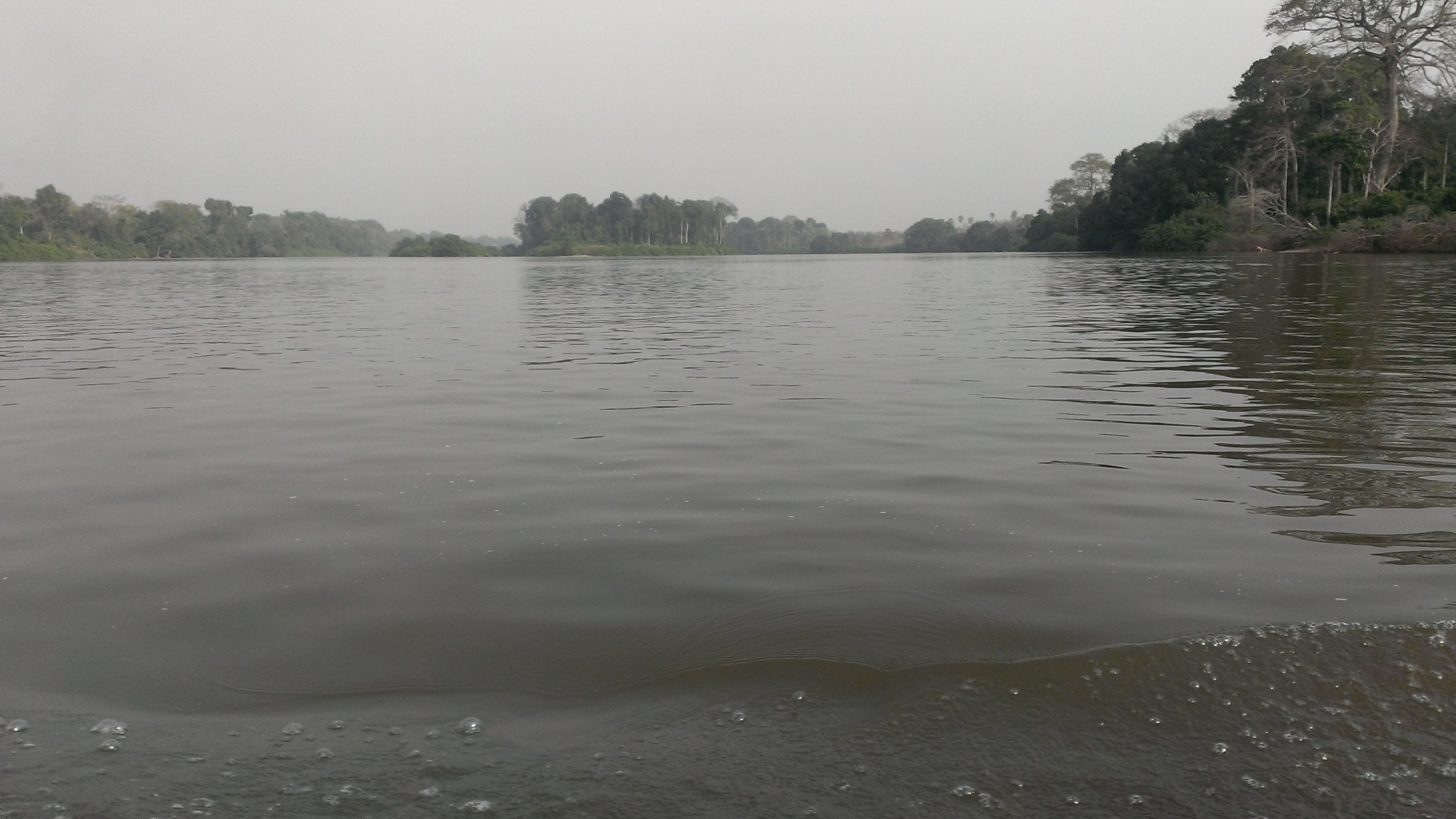
Fleuve Mbam.

Le lac Tyson, un de ces sites touristiques, est localisé aux environs de la ville de Ngaoundéré, à une dizaine de kilomètres sur la route de Meiganga. C'est un lac de cratère entouré de grands arbres. Il offre un point de vue sur la ville de Ngaoundéré.

## Géographie humaine

### Organisation administrative
Un décret présidentiel a substitué à la « province de l'Adamaoua » la « Région de l'Adamaoua » en 2008. La région compte cinq départements et vingt-et-un arrondissements, dotés chacun d'une commune d'arrondissement. Ngaoundéré a été érigé en communauté urbaine en 2008.

#### Départements

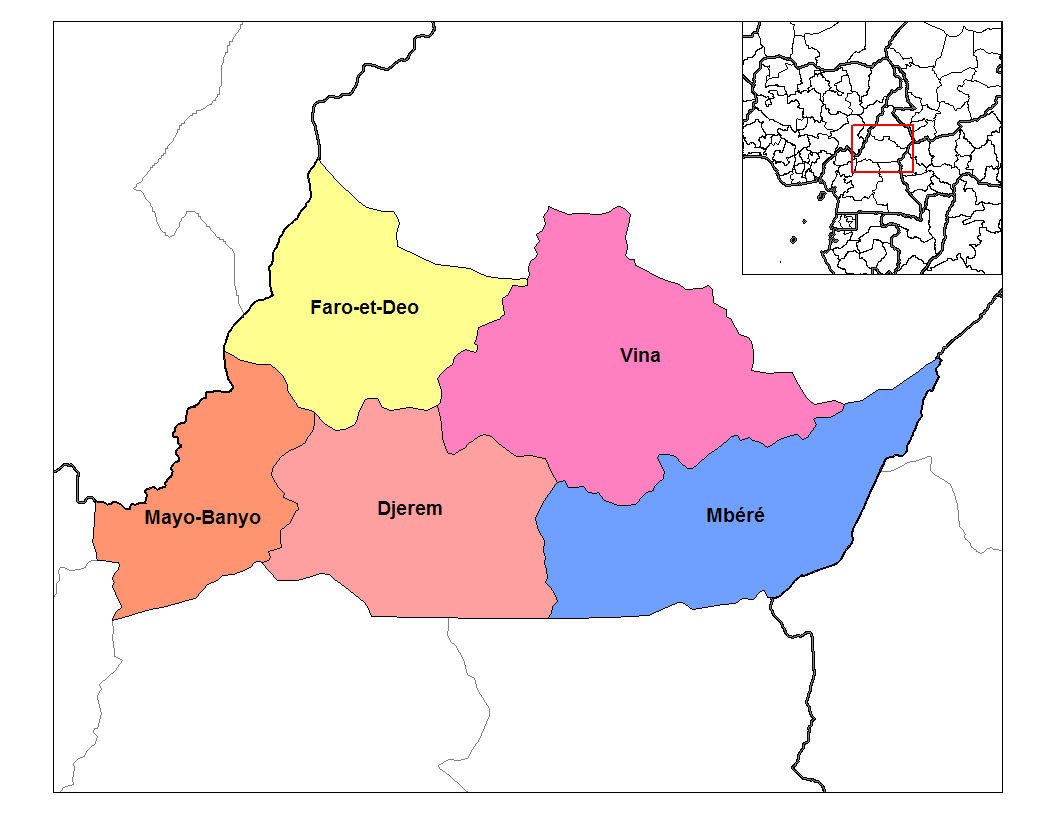
Les départements de la région de l’Adamaoua.

La région se compose de cinq départements.
| Département |  | Chef-lieu  | Superficie | Population (2001) |
| ----------- |  | ---------- | ---------- | ----------------- |
| Djérem      |  | Tibati     | 13 283     | 89 382            |
| Faro-et-Déo |  | Tignère    | 10 435     | 66 442            |
| Mayo-Banyo  |  | Banyo      | 8 520      | 134 902           |
| Mbéré       |  | Meiganga   | 14 267     | 185 473           |
| Vina        |  | Ngaoundéré | 17 196     | 247 427           |

#### Chefferies traditionnelles
La région de l'Adamoua compte six chefferies traditionnelles de 1er degré, 16 chefferies de 2e degré et 1021 chefferies de 3e degré.

### Démographie
Doté d'une superficie de 63 701 km2, la région comptait en 2010, 1 015 622 habitants ; et en 2012 1 080 500 habitants. En 2015, selon les prévisions de l'Institut national de la statistique du Cameroun, la région comptera 1 183 551 habitants.

### Habitat
L'Adamaoua est peuplé de façon parsemée. 
Ngaoundéré est l'une des villes du Cameroun à la plus forte croissance à cause de sa situation au terminus de la ligne Yaoundé-Ngaoundéré (transcamerounais).
Le département du Mayo-Banyio a une densité de population légèrement plus élevée que le reste de la province. Cette densité lors du recensement de 2005 fait toutefois partie, après les régions de l'Est et du Sud, des plus faibles enregistrées au Cameroun, avec 13,9 habitants au km2.

### Groupes ethno-linguistiques

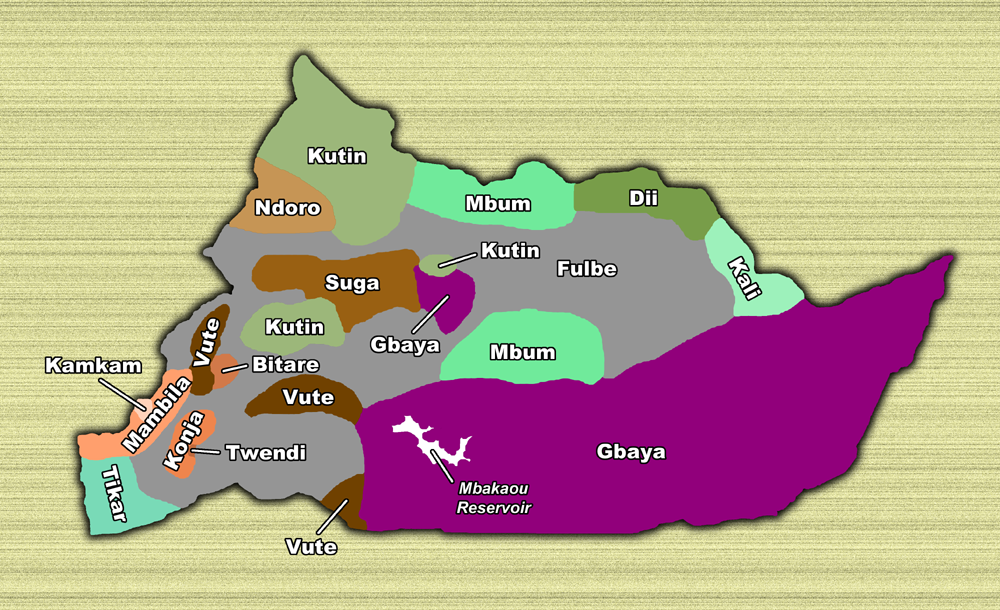
Répartition géographique des groupes ethniques de la province de l'Adamaoua.

Les groupes ethniques de l'Adamaoua peuvent être catégorisés par langues, en dépit du peu de documentation sur la plupart d'entre elles, dont beaucoup sont parlées par un nombre restreint de familles, voire en voie de disparition.
Langues « mambiloïdes »
Le premier groupe ethnico-linguistique est celui rassemblant dans l'ouest de la région les locuteurs de langues sans liens apparents entre elles et caractérisées essentiellement par l'usage de classes nominales. Rattachées principalement pour cette raison aux langues bantoïdes, elles se distinguent des autres langues bantoues en ce qu'elles ne partagent pas la même loi phonétique. Ce sont les ethnies suivantes :
- les Tikars ;
- les Ndoros ;
- les Sugas ;
- les Vutes ;
- les Mambila ;
- les Konja.

Langues dites « de l'Adamaoua »
Les ethnies locutrices de langues adamaoua habitent le centre de la région. Leurs langues sont caractérisées comme les langues mabiloïdes par des classes nominales et des lois phonétiques propres mais présentent, au moins pour celles de la région, des indices de parentés. Elles sont rapprochées tantôt des langues oubanguiennes, tantôt des langues bantoïdes, toujours à titre d'hypothèse générale. Les principales ethnies sont :
- les Kutins ;
- les Kalis ;
- les Mboums ;
- les Diis.

Langues de l'Oubangui
Un seul groupe ethnique peut être classé parmi les langues oubanguiennes, les Gbaya, habitants de l'est et du sud de la région.
Langues sénégambiennes
Une seule ethnie peut être classé dans ce groupe, les Peuls, aussi appelés en peul : Fulɓe et en haoussa comme en anglais : Fulani. Ils représentent 60 % de la population de la région.
On peut les diviser en deux sous-groupes :
- les sédentaires ;
- les nomades (aussi appelés M'Bororo).

### Religion
L'islam est la religion dominante de la région de l'Adamaoua, notamment au sein de l'ethnie Peul. Beaucoup d'ethnies conservent cependant des traditions animistes, particulièrement dans les montagnes près de la frontière nigériane.

### Articles connexes

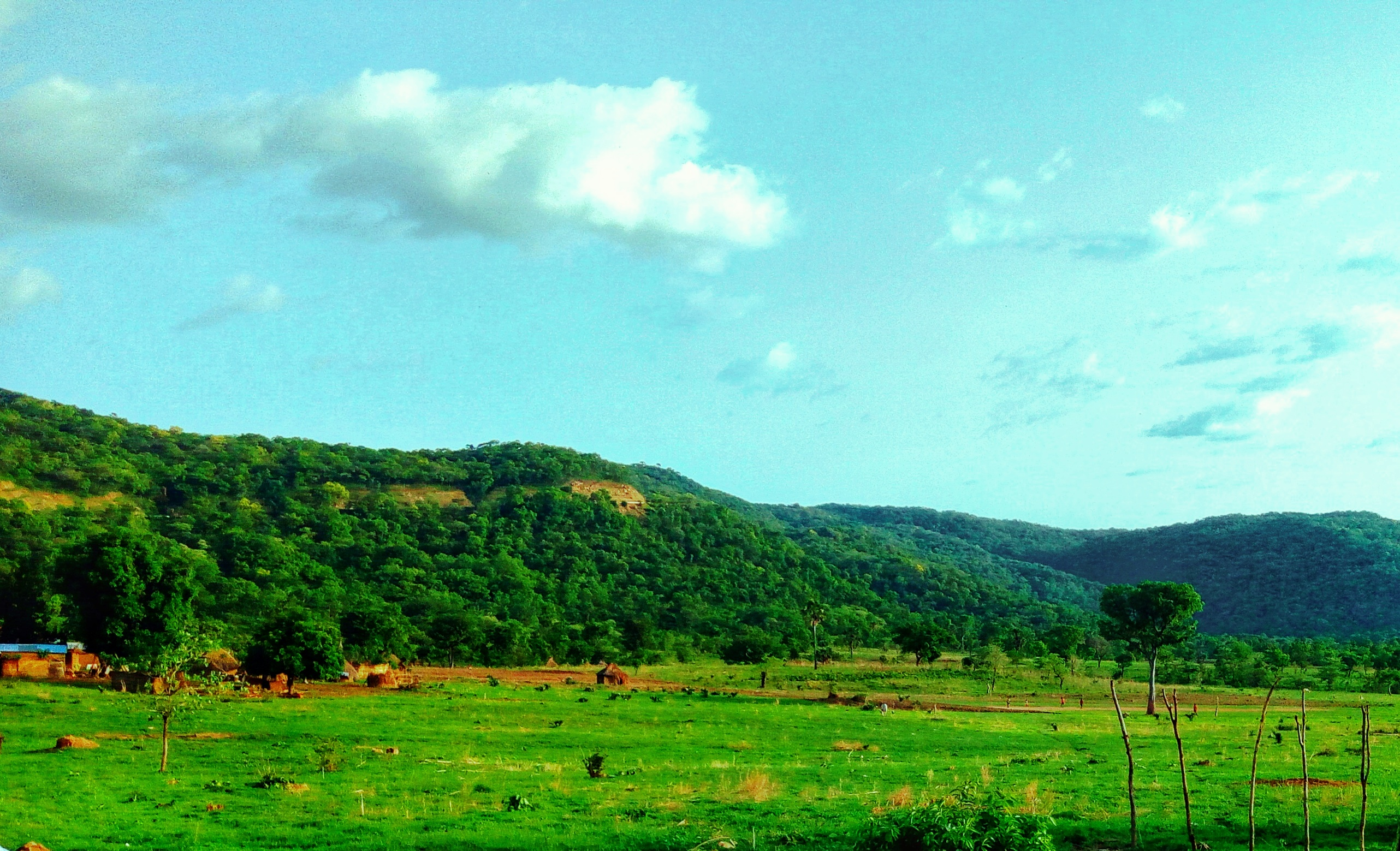
La falaise de Ngaoundéré